# Anthony Kappes
Anthony Edward Kappes, MBE, (* 1. März 1973 in Stockport) ist ein englischer Radsportler, der auf Bahn und Straße aktiv ist. Er startet in der Paracycling-Kategorie für Sehbehinderte.

## Sportliche Laufbahn
Das ursprüngliche Ziel von Anthony Kappes war, für die Royal Navy zu arbeiten. Doch nachdem er die Universität abgeschlossen hatte, verlor er seine Sehfähigkeit. Um fit zu bleiben, begann er, Tandem zu fahren und startete schließlich bei Radrennen in der Paracyling-Klasse B&VI 1–3 (heute MB). Gemeinsam mit seinem Piloten Barney Storey bildete Kappes das erste Paracycling-Team, dem es gelang, die offene britische Meisterschaft 2006 im Tandemrennen zu erringen. Im selben Jahr wurde er doppelter Weltmeister in Zeitfahren und Sprint im World Cycling Center in Aigle.
Ab 2008 fuhr Kappes gemeinsam mit Jon Norfolk als Pilot, der seine eigene Karriere als Radsportler unterbrach, um in Paracycling-Wettbewerben zu starten. Beim Paracycling Bahn-Weltcup in Manchester im Mai 2008 schlugen Kappes und Norfolk das Duo Simon Jackson und Barney Storey im Sprint sowie im 1000-Meter-Zeitfahren, wobei sie einen neuen Weltrekord von 1.02,06 Minuten aufstellten.
Bei dem Sommer-Paralympics 2008 startete Kappes wieder mit Storey, und sie errangen Gold im Sprint sowie im Zeitfahren, und das obwohl sich Kappes kurz zuvor bei einem Sturz ein Schulterblatt gebrochen hatte. Vier Jahre später fuhr er mit Craig MacLean als Pilot bei den Sommer-Paralympics 2012 in London, wo die beiden Gold im Sprint gewannen, im Zeitfahren allerdings wegen zwei Fehlstarts disqualifiziert wurden.

## Ehrungen
2009 wurde Anthony Kappes zum Member des Order of the British Empire ernannt.

## Berufliches
1994 machte Kappes an der Universität von Plymouth einen Abschluss in Business Administration. Zudem ist er ausgebildeter Masseur.